# NGC 625
NGC 625 is een balkspiraalstelsel in het sterrenbeeld Phoenix. Het hemelobject werd op 2 september 1826 ontdekt door de Schotse astronoom James Dunlop.

## Synoniemen
- PGC 5896